# Ахметський сільський округ
Ахме́тський сільський округ (каз. Ахмет ауылдық округі, рос. Ахметский сельский округ) — адміністративна одиниця у складі Нуринського району Карагандинської області Казахстану. Адміністративний центр та єдиний населений пункт — село Ахмет.
Населення — 1221 особа (2021; 1396 у 2009, 1727 у 1999, 1977 у 1989).
Станом на 1989 рік існувала Степнівська сільська рада (село Ентузіаст). До 2018 року округ називався Ентузіастським.